# カデトリン
カデトリン(Kadethrin)は、化学式C23H24O4Sの合成ピレスロイドであり、殺虫剤として用いられる。ピレトリンIIよりも作用が強いことが知られるが、特に光に晒された時には、比較的不安定である。これは、分子中のフラン環とチオラクトン基のためである。